# Belt-and-jacket
Belt-and-jacket (lit. cinto e casaco) é a denominação geral dos estilos de wrestling que envolvem o agarramento da roupa do adversário. Todos os estilos de belt-and-jacket têm em comum o uso de pegadas com as mãos sobre a roupa do adversário, para ganhar maior influência nos arremessos.

## História
Ao longo da História, houve muitos estilos de wrestling que envolvem o agarramento da roupa do adversário, normalmente o casaco, cinto, ou a parte de cima da calça. Por exemplo, uma estátua de bronze de dois belt wrestlers anterior a 2500 aC foi encontrada em 1938 na Mesopotâmia, no leste de Bagdá. A figura mostra dois lutadores usando cintos similares aos usados no sumô e balançando jarros em suas cabeças.
A presença dos jarros sugere que a figura foi provavelmente usada como um vaso. É sabido, entretanto, que o belt wrestling "tinha um significado religioso" há 4500 anos atrás. Na Epopeia de Gilgamesh, Gilgamesh afirma a sua credibilidade como líder, depois de um combate de wrestling com Enkidu.

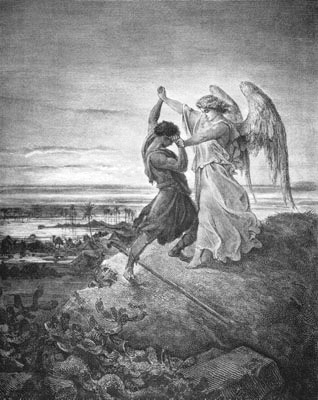
Luta de Jacó com o anjo, ilustração de Gustave Doré (1855)

Muitas referências ao esporte são feitas na Bíblia, e o wrestling bíblico foi provavelmente todo do tipo belt wrestling. Naqueles tempos era uma forma de "resolução de litígios", e todos os homens sãos tinham uma proficiência no esporte. Em Gênesis é descrito um combate entre Jacó e um anjo sob a forma de um homem:
"E Jacó ficou só; e lutou com ele um homem até o romper do dia."
O belt wrestling como um meio de resolução de litígios não se limitava aos tempos bíblicos. Sua utilização com esse propósito ainda é popular em partes do Afeganistão. O belt wrestling também é popular no Paquistão, onde os participantes tomam suas mãos sobre o topo das calças adversário. Neste estilo paquistanês, ambos os joelhos e uma das mãos devem tocar o solo para que uma queda seja considerada.
Outra forma de belt-and-jacket wrestling é o kuresh, praticado no sudoeste do Uzbequistão. Originou-se com as tribos turcomanas e tem sido transmitida por centenas de anos. Lutadores pegam uns aos outros por suas roupas, e o objetivo é jogar o adversário de costas no chão. Os viquingues eram um outro povo que utilizava as mãos por cima do casaco para ajudar nos arremessos.
O belt wrestling conquistou uma nova dinâmica e está passando por um renascimento no século 21. Esse renascimento vem da Federação Russa, onde diversas variações de estilos tradicionais de belt wrestling ainda são praticados. Para acomodar as muitas variações de belt wrestling em todo o mundo, a Internacional Belt Wrestling Association (IBWA) foi adotou dois conjuntos de regras e trajes padrão devido ao fato de que alguns estilos não permitem trips e alguns permitem. No entanto, de acordo com a associação, o estilo sem trips é chamado de estilo clássico e com trips é chamado de estilo livre.